# Mike Duggan (professeur)
 (mai 2025).
Motif : Un conseiller municipal répond-il aux critères de notoriété pour une personnalité politique?
- Archive Wikiwix
- Bing
- Cairn
- DuckDuckGo
- E. Universalis
- Gallica
- Google
- G. Books
- G. News
- G. Scholar
- Persée
- Qwant
- (zh) Baidu
- (ru) Yandex
- (wd) trouver des œuvres sur Wikidata

| 1. | Préciser le motif de la pose du bandeau. | Précisez le motif de la pose du bandeau en utilisant la syntaxe suivante : {{admissibilité à vérifier\|date=août 2025\|motif=remplacez ce texte par le motif}}                                |
| 2. | Informer les utilisateurs concernés.     | Pensez à avertir le créateur de l'article, par exemple, en insérant le code ci-dessous sur sa page de discussion : {{subst:avertissement admissibilité à vérifier\|Mike Duggan (professeur)}} |

 (janvier 2025).
La mise en forme du texte ne suit pas les recommandations de Wikipédia : il faut le « wikifier ».
Les points d'amélioration suivants sont les cas les plus fréquents :
- Les titres sont pré-formatés par le logiciel. Ils ne sont ni en capitales, ni en gras.
- Le texte ne doit pas être écrit en capitales (les noms de famille non plus), ni en gras, ni en italique, ni en « petit »…
- Le gras n'est utilisé que pour surligner le titre de l'article dans l'introduction, une seule fois.
- L'italique est rarement utilisé : mots en langue étrangère, titres d'œuvres, noms de bateaux, etc.
- Les citations ne sont pas en italique mais en corps de texte normal. Elles sont entourées par des guillemets français : « et ».
- Les listes à puces sont à éviter, des paragraphes rédigés étant largement préférés. Les tableaux sont à réserver à la présentation de données structurées (résultats, etc.).
- Les appels de note de bas de page (petits chiffres en exposant, introduits par l'outil «  Source ») sont à placer entre la fin de phrase et le point final[comme ça].
- Les liens internes (vers d'autres articles de Wikipédia) sont à choisir avec parcimonie. Créez des liens vers des articles approfondissant le sujet. Les termes génériques sans rapport avec le sujet sont à éviter, ainsi que les répétitions de liens vers un même terme.
- Les liens externes sont à placer uniquement dans une section « Liens externes », à la fin de l'article. Ces liens sont à choisir avec parcimonie suivant les règles définies. Si un lien sert de source à l'article, son insertion dans le texte est à faire par les notes de bas de page.
- La présentation des références doit suivre les conventions bibliographiques. Il est recommandé d'utiliser les modèles {{Ouvrage}}, {{Chapitre}}, {{Article}}, {{Lien web}} et/ou {{Bibliographie}}. Le mode d'édition visuel peut mettre en forme automatiquement les références.
- Insérer une infobox (cadre d'informations à droite) n'est pas obligatoire pour parachever la mise en page.

Pour une aide détaillée, merci de consulter Aide:Wikification.
Si vous pensez que ces points ont été résolus, vous pouvez retirer ce bandeau et améliorer la mise en forme d'un autre article.
Mike Duggan est un  homme politique québécois actif dans la région de Gatineau. Il est conseiller municipal du district 12 Pointe-Gatineau depuis le 7 novembre 2021, à la suite des élections municipales de 2021 à Gatineau. 

## Biographie

### Études universitaires
Mike Duggan détient un baccalauréat ès sciences avec option études environnementales ainsi qu'une maîtrise en sciences de l'environnement de l'Université de Waterloo et a son actif aussi divers cours et certifications en administration de bases de données, sécurité réseau, conception de sites Web et gestion de projet.

### Carrière professionnelle et politique
Avant son arrivée en politique, Mike Duggan aura travaillé 3 ans en tant que soutien technique bilingue à Toronto, Vancouver et Ottawa, il continuera 3 ans de plus dans le domaine linguistique en tant que professeur de langue et de culture japonaise avant de se rediriger dans le soutien technique et administration de réseau informatique puis agent principal de programme au gouvernement fédéral. Poste qu'il occupera pendant plus de 12 ans.
En 2013, Mike Duggan fait son entrée pour la première fois en politique en se présentant en tant que candidat indépendant au aux élections municipales de 2013 à Gatineau, où il sera élu conseiller municipal du district de Lucerne (3). Il occupera ce poste jusqu'en 2017 où il se présente cette fois dans le district de Deschenes (3) et remportera encore une fois le poste de conseiller municipal du district 3 aux élections municipales de 2017 à Gatineau. En 2021 arrivé a la fin de son mandat, il se présente de nouveau aux élections municipales de 2021 à Gatineau pour le district de Pointe-Gatineau (12) où il s'installe avec sa famille. Il occupera donc le poste de conseiller municipal du district 12 de 2017 jusqu'à aujourd'hui encore.
Priorité de Mike Duggan pour le mandat en cours :
- Améliorer les infrastructures routières à Pointe-Gatineau
- Parc la Baie : aménagement en espace public polyvalent
- Rue Jacques-Cartier : mise en place de points d'accès à l'eau pour les embarcations non motorisées
- Zone inondable : établir des modalités d'utilisation de ces espaces pour des projets publics et privés
- Subventionner des projets de cours d'écoles
- Réduire l'itinérance à Pointe-Gatineau et partout dans la ville[1]

### Évolution Gatineau
À l'été 2024, Mike Duggan annonce conjointement avec l'ancienne conseillère municipale Sylvie Goneau la fondation d'un futur parti politique municipal gatinois, Évolution Gatineau. La ville de Gatineau n'avait jusqu'ici qu'un seul parti politique à savoir Action Gatineau qui était plutôt marqué à gauche. Le but serait selon Sylvie Goneau d'apporter un poids politique équivalent pour affronter Action Gatineau dans un contexte où les candidats indépendants deviennent de plus en plus désavantager face à un gros parti politique municipal bien enraciné et organisé. Évolution Gatineau devrait être prêt pour l'automne 2025 où le parti fera sa première rentrée politique.
Bien que les rumeurs sur la potentielle création d'un parti politique municipal fondé par Mike Duggan durent depuis quelques années,, l'annonce officialisant une telle information n'est arrivée qu'en 2024.

### Politique fédérale
Mike Duggan fait également son entrée dans la vie politique fédérale lorsqu'il se présente aux élections législatives fédérales en 2019 dans la circonscription de Hull-Aylmer pour le Parti Conservateur du Canada et arrive en quatrième position avec 9,05% des voix exprimée, derrière le candidat du NPD Nicolas Thibodeau, la candidate du Bloc Québécois Joanie Riopel et le candidat libéral Greg Fergus qui est sortie vainqueur dans la circonscription.

## Controverses
La première controverse de la carrière de Mike Duggan apparaît en 2013 alors qu'il est conseiller municipal et membre du comité exécutif de la ville de Gatineau. La polémique démarre dans les médias après un article du média régional Le Droit où on peut lire que le conseiller municipal aurait tenu un comportement inapproprié en public en envoyant un doigt d'honneur à un journaliste du  même média alors que le conseiller venait de s'excuser publiquement pour avoir invectivé un habitant par courriel. Il serait sorti en claquant la porte derrière lui violemment et a révélé par la suite que Mike Duggan a admis que la semaine ne se déroulait pas très bien pour lui. Il a indiqué ne pas avoir apprécié la couverture du Droit concernant ce courriel envoyé à un citoyen d'Aylmer, Luc Gagné, dans lequel il affirme ne pas vouloir être dérangé par les «conneries» de ce dernier. «On a une ville à gérer, allez jouer ailleurs», lui a-t-il écrit. (Extrait de l'article du média Le Droit sur l'incident). Dans la même journée le Maire Maxime Pedneaud-Jobin annonce que Mike Duggan quitte ses fonctions à la suite de cet incident,,.
Mike Duggan refait parler de lui en septembre 2024 avec une polémique sans précédent à la suite d'un voyage en Russie révélé par le média Le Droit qui l'accusé d'avoir pris dans son voyage des appareils électroniques appareils électroniques reliés à son travail de conseiller municipal a la Mairie de Gatineau alors que le Affaires mondiales Canada affirmait que les services de renseignements russes pouvaient mettre se donner a des pratiques d'espionnage sur les étrangers venant de pays occident et plus particulièrement ceux faisant partie de l'OTAN comme le Canada dans un contexte de fortes tensions et d'affaires d'espionnage entre la Russie et le Canada dans le contexte de la guerre en Ukraine. Mike Duggan a exprimé par la suite avoir des regrets concernant ce voyage en Russie et n'aura finalement aucune sanction imposée,,,,.